# Junta Militar (Ecuador, 1963)
La Junta Militar fue el gobierno de facto que gobernó Ecuador entre 1963 y 1966. Sus integrantes fueron: contralmirante Ramón Castro Jijón, general Marcos Gándara Enríquez, general Luis Cabrera Sevilla y coronel Guillermo Freile Posso.
Asumieron el poder luego del golpe de Estado militar al presidente Carlos Julio Arosemena Monroy. La Junta del 63 se caracterizó por ser contraria a la Revolución Cubana en materia internacional, sin embargo, desarrolló una política social progresista, siendo el caso emblemático la Reforma agraria que eliminó el huasipungo, que era una forma precaria de explotación en contra del indígena ecuatoriano.

## Gobierno del Ecuador
El gobierno de este periodo de la historia ecuatoriana era de carácter militar ya que estaba conformado por (originalmente) cuatro miembros de las Fuerzas Armadas del Ecuador:
- Capitán de Navío Ramón Castro Jijón, comandante general de la Marina
- Coronel Luis Cabrera Sevilla, comandante general del Ejército
- Teniente coronel Guillermo Freile Posso, comandante general de la Fuerza Aérea
- Coronel Marcos Gándara Enríquez, senador funcional por las Fuerzas Armadas

La Junta tuvo carácter de provisional, teniendo como objetivo la redacción de una nueva constitución a su cargo, pero no logró cumplir este objetivo antes de sus renuncias en 1966.
Este gobierno promovió grandes reformas del Estado y fue criticado por prácticas autoritarias y represiones a manifestaciones civiles.
En cuanto a los aspectos políticos y económicos de este gobierno se puede resaltar la existencia de grandes cambios; uno de los más grandes e importantes de cambios que el gobierno realizó fue la reforma agraria. Fue mediante a esta que se logró eliminar lo que se conocía en ese entonces como el huasipungo y de esta manera se le entregó tierras a miles de ecuatorianos de escasos recursos que tenían derecho a reclamar por las mismas.
La reforma agraria pudo beneficiar a 23 mil familias y resolvió 14008 casos de huasipungos en 800 haciendas. Esta repartición y expropiación de tierras fue realizada tras un minucioso estudio que permitió determinar los lugares donde existía el Huasipungo y así tomar las respectivas acciones sobre este tema. Uno de los personajes importantes en este episodio fue el ministro de Fomento José Corsino Cárdenas, ya que fue él quien se encargó de realizar los diversos estudios y en conjunto con una comisión preparar la ley que daría forma a la reforma.
La Junta declaró la nulidad del protocolo de Río de Janeiro con lo cual se pretendía regresar la soberanía del Estado sobre sus legítimos territorios. Además se caracterizó por el desarrollo de la cuenca del río Guayas en la cual se incentivó el descubrimiento y la explotación de la riqueza en hidrocarburos. Por otro lado en el ámbito educacional se restauró la Escuela Politécnica Nacional con lo cual se mejoró la educación en ciencias técnicas y mecánicas en el país. De la misma manera se procuró alfabetizar a la población mediante diversos programas de inclusión en la educación primaria y también ayuda a adultos analfabetos. Así mismo la junta benefició a sectores bananeros y a la industria con incentivos y subsidios que el estado central los otorgó con el fin de lograr un crecimiento económico y por ende un significativo progreso y desarrollo. Se redujeron los precios de las medicinas en un 30% lo cual fue ampliamente aplaudido por la población. Se legisló en materia fiscal y tributaria logrando así la creación de nuevos impuestos y una mejor recaudación de los mismos lo cual benefició ampliamente a las arcas del Estado. Se crearon otras importantes leyes que reformaron el estado y dieron la oportunidad de un desarrollo importante. En ese ámbito se construyeron carreteras como la Quito-Santo Domingo y muchas otras más que mejoraron la comunicación entre las diversas regiones del país. Por otro lado se creó la cédula única de ciudadanía, la misma que se continúa usando hasta la actualidad.

### Controversias, críticas y salida del poder
En cuanto a política internacional la junta jugó un papel muy importante mediante el cual se fortalecieron los lazos de unión con los diversos países y socios comerciales como es el caso de los EE. UU. Fue con este país que se suscribieron diversos convenios y se realizaron diversas visitas oficiales tanto de los miembros de la junta como de las primeras damas de la nación. Es así que con EE. UU. se suscribió un convenio que permitía la pesca por parte de buques americanos dentro de las 200 millas de soberanía marítima del Ecuador, provocando protestas civiles esta medida, siendo estas reprimidas por la Junta y se prohibió este derecho ciudadano. Se criticó de igual manera que los miembros de la Junta recibieron beneficios institucionales, al ser todos ascendidas de rango: Ramón Castro Jijón ascendió a Contralmirante, Luis Cabrera Sevilla a General de División, Marcos Gándara a General de División y Guillermo Freile Posso a Coronel de Estado Mayor.
Los 4 integrantes de la Junta no estuvieron siempre de acuerdo en el manejo del gobierno, dándose el mayor quiebre el 29 de noviembre de 1965, cuando el coronel Guillermo Freile Posso quiso disolver la Junta y asumir la jefatura de Estado de forma unipersonal, pero su intento de golpe no tuvo apoyo dentro de las Fuerzas Armadas, por lo que fue destituido de la Junta.
La Junta fue criticada por la fuerte represión anticomunista que empleó y se prohibió al Partido Comunista del Ecuador (PCE). Además cabe recalcar que ya por el final de la Junta Militar se dieron una serie de problemas con los medios de comunicación que desacreditaron al gobierno y reforzó la oposición a la misma. Se cerraron medios de prensa escrita y radial por haberse pronunciado abiertamente en contra del gobierno y empezó a formarse una crisis económica, causando que se derrumbara la aceptación del gobierno, acelerando su salida del poder, por lo que las Fuerzas Armadas comenzaron a buscar alternativas para un cambio a un gobierno civil, formándose una Junta de Notables formada por los expresidente Galo Plaza Lasso y Camilo Ponce Enríquez, los cuáles decidieron entregarle el poder al economista Clemente Yerovi Indaburu.
El 29 de marzo de 1966, los 3 integrantes de la Junta presentaron su renuncia al Alto Mando Militar, recibiendo el encargo de la jefatura de Estado al general Telmo Vargas, hasta la posesión de Clemente Yerovi Indaburu como presidente interino al día siguiente.